# 後鳥羽天皇
後鳥羽天皇（日语：／ Go-toba Tennō；1180年8月6日—1239年3月28日），第82代日本天皇（1183年9月8日—1198年2月18日在位）。諱尊成（日语：／ Takahira）。他是高倉天皇的第四皇子，為七條院殖子（從三位坊門信隆的女兒）所生，也是守貞親王的同母弟和安德天皇的異母弟。

## 經歷
壽永2年（1183年）7月25日，木曾義仲的軍隊迫近京都，平家奉安德天皇和國母建禮門院，攜帶三神器逃往西國。不久以後，木曾義仲進入京都；在木曾義仲和源行家的請求下，後白河法皇罷免了平家一門的官位，並要求平家送安德天皇和三神器一起還京，但被平家方面拒絕。因此法皇決定另立新的天皇。木曾義仲推舉親近自己的北陸宮（以仁王的長子）為候選人；但是法皇希望立高倉天皇的兒子為天皇。高倉天皇的長子是被平家挾持的安德天皇；次子守貞親王也被平家劫往西國；第三子惟明親王雖然留在京都，但出生的地位不夠高；因此最終選定了讓第四皇子尊成親王，是為後鳥羽天皇。根據日本皇室的習俗，新任天皇應該在擁有三神器的狀態下即位。後鳥羽天皇成為第一位在沒有接受三神器狀態下即位的天皇。祖父後白河法皇擔任太上天皇，開設院政。
後白河法皇的院政直到1192年法皇逝世才宣告終結。此後朝政由關白九條兼實執掌。法皇執政期間，一直避免給予源賴朝「征夷大將軍」的稱號。兼實執政期間，授予了源賴朝「征夷大將軍」的稱號，但在源通親的建議下，不准賴朝將女兒大姬嫁入宮中。兼實的女兒任子是後鳥羽天皇的中宮，未生皇子。1195年源通親的養女源在子為天皇誕下一子（即後來的土御門天皇）之後，次年京都就發生了政變，九條任子就被廢去中宮之位，其父兼實也被罷免官職。這次政變的幕後主謀就是源賴朝。
建久9年（1198年）1月11日，後鳥羽天皇禪位給了兒子為仁親王，是為土御門天皇。此後，後鳥羽上皇開設院政，輔佐土御門、順德、仲恭三代天皇。他積極對院政進行改革，並在1199年源賴朝死後對鐮倉幕府持強硬態度，試圖將鐮倉幕府控制在自己手裡。源賴家被廢黜後，源千幡被上皇賜名「實朝」，立為鐮倉幕府第三代將軍，試圖擴大朝廷在幕府的影響力。在源實朝擔任將軍的時期，朝廷和幕府之間的關係十分親睦。上皇曾提出「宮將軍」的構想，也就是讓親王出任將軍。但實朝被暗殺後，朝廷和幕府的關係惡化，幕府拒絕了朝廷的「宮將軍」構想。
承久元年（1219年），內裏守護源賴茂率西面武士嘩變，最終被鎮壓。其原因，一說是賴茂試圖脅迫上皇讓他當上將軍，另一說是要求上皇下達討幕的院宣。包括仁壽殿、宜陽殿、校書殿在內的許多宮殿被燒毀。上皇下令向全國徵收重建宮殿的費用，但鐮倉幕府轄下的東國地頭皆拒絕向朝廷朝貢。這使朝廷和幕府的關係急劇惡化。
承久3年（1221年）5月14日，後鳥羽上皇下達了討伐時任幕府執權北條義時的院宣，並召集畿內、近國的武士討伐幕府，史稱承久之亂。北條義時率軍反擊，朝廷軍大敗。二個月後的7月9日，北條義時的兒子泰時率19萬大軍上京，將後鳥羽上皇流放隱岐島，順德上皇流放佐渡島，土御門上皇流放土佐國。後鳥羽上皇的皇子雅成親王流放但馬國、賴仁親王流放備前國。同時廢黜了順德上皇的兒子仲恭天皇，擁立後鳥羽上皇哥哥守貞親王的兒子茂仁王為新的天皇，是為後堀河天皇；守貞親王則以太上天皇的身份執掌院政，是為後高倉院。
後鳥羽上皇在流放隱岐島之前出家。延應元年（1239年）2月20日，後鳥羽上皇在隱岐島逝世。同年5月諡顯德院。四條天皇逝世後，後高倉院一脈斷絕，後其孫後嵯峨天皇即位，於仁治3年（1242年）7月改其院號為後鳥羽院。

## 系譜
|  |  | (77)後白河天皇 | (77)後白河天皇 | (77)後白河天皇 | (77)後白河天皇 | (77)後白河天皇 | (77)後白河天皇 |  |  | (78)二條天皇            | (78)二條天皇            | (78)二條天皇            | (78)二條天皇            | (78)二條天皇            | (78)二條天皇            |  |  | (79)六條天皇          | (79)六條天皇          | (79)六條天皇          | (79)六條天皇          | (79)六條天皇          | (79)六條天皇          |  |  |                |                |                |                |                |                |  |  |                  |                |                |                |                |                |  |  |
|  |  | (77)後白河天皇 | (77)後白河天皇 | (77)後白河天皇 | (77)後白河天皇 | (77)後白河天皇 | (77)後白河天皇 |  |  | (78)二條天皇            | (78)二條天皇            | (78)二條天皇            | (78)二條天皇            | (78)二條天皇            | (78)二條天皇            |  |  | (79)六條天皇          | (79)六條天皇          | (79)六條天皇          | (79)六條天皇          | (79)六條天皇          | (79)六條天皇          |  |  |                |                |                |                |                |                |  |  |                  |                |                |                |                |                |  |  |
|  |  |                |                |                |                |                |                |  |  | 以仁王                  | 以仁王                  | 以仁王                  | 以仁王                  | 以仁王                  | 以仁王                  |  |  | 某王（北陸宮）        | 某王（北陸宮）        | 某王（北陸宮）        | 某王（北陸宮）        | 某王（北陸宮）        | 某王（北陸宮）        |  |  |                |                |                |                |                |                |  |  |                  |                |                |                |                |                |  |  |
|  |  |                |                |                |                |                |                |  |  | 以仁王                  | 以仁王                  | 以仁王                  | 以仁王                  | 以仁王                  | 以仁王                  |  |  | 某王（北陸宮）        | 某王（北陸宮）        | 某王（北陸宮）        | 某王（北陸宮）        | 某王（北陸宮）        | 某王（北陸宮）        |  |  |                |                |                |                |                |                |  |  |                  |                |                |                |                |                |  |  |
|  |  |                |                |                |                |                |                |  |  | (80)高倉天皇            | (80)高倉天皇            | (80)高倉天皇            | (80)高倉天皇            | (80)高倉天皇            | (80)高倉天皇            |  |  | (81)安德天皇          | (81)安德天皇          | (81)安德天皇          | (81)安德天皇          | (81)安德天皇          | (81)安德天皇          |  |  |                |                |                |                |                |                |  |  |                  |                |                |                |                |                |  |  |
|  |  |                |                |                |                |                |                |  |  | (80)高倉天皇            | (80)高倉天皇            | (80)高倉天皇            | (80)高倉天皇            | (80)高倉天皇            | (80)高倉天皇            |  |  | (81)安德天皇          | (81)安德天皇          | (81)安德天皇          | (81)安德天皇          | (81)安德天皇          | (81)安德天皇          |  |  |                |                |                |                |                |                |  |  |                  |                |                |                |                |                |  |  |
|  |  |                |                |                |                |                |                |  |  | 亮子内親王 （殷富門院） | 亮子内親王 （殷富門院） | 亮子内親王 （殷富門院） | 亮子内親王 （殷富門院） | 亮子内親王 （殷富門院） | 亮子内親王 （殷富門院） |  |  | 守貞親王 （後高倉院） | 守貞親王 （後高倉院） | 守貞親王 （後高倉院） | 守貞親王 （後高倉院） | 守貞親王 （後高倉院） | 守貞親王 （後高倉院） |  |  | (86)后堀河天皇 | (86)后堀河天皇 | (86)后堀河天皇 | (86)后堀河天皇 | (86)后堀河天皇 | (86)后堀河天皇 |  |  | (87)四条天皇     | (87)四条天皇   | (87)四条天皇   | (87)四条天皇   | (87)四条天皇   | (87)四条天皇   |  |  |
|  |  |                |                |                |                |                |                |  |  | 亮子内親王 （殷富門院） | 亮子内親王 （殷富門院） | 亮子内親王 （殷富門院） | 亮子内親王 （殷富門院） | 亮子内親王 （殷富門院） | 亮子内親王 （殷富門院） |  |  | 守貞親王 （後高倉院） | 守貞親王 （後高倉院） | 守貞親王 （後高倉院） | 守貞親王 （後高倉院） | 守貞親王 （後高倉院） | 守貞親王 （後高倉院） |  |  | (86)后堀河天皇 | (86)后堀河天皇 | (86)后堀河天皇 | (86)后堀河天皇 | (86)后堀河天皇 | (86)后堀河天皇 |  |  | (87)四条天皇     | (87)四条天皇   | (87)四条天皇   | (87)四条天皇   | (87)四条天皇   | (87)四条天皇   |  |  |
|  |  |                |                |                |                |                |                |  |  | 式子内親王              | 式子内親王              | 式子内親王              | 式子内親王              | 式子内親王              | 式子内親王              |  |  | (82)後鳥羽天皇        | (82)後鳥羽天皇        | (82)後鳥羽天皇        | (82)後鳥羽天皇        | (82)後鳥羽天皇        | (82)後鳥羽天皇        |  |  | (83)土御門天皇 | (83)土御門天皇 | (83)土御門天皇 | (83)土御門天皇 | (83)土御門天皇 | (83)土御門天皇 |  |  | (88)後嵯峨天皇   | (88)後嵯峨天皇 | (88)後嵯峨天皇 | (88)後嵯峨天皇 | (88)後嵯峨天皇 | (88)後嵯峨天皇 |  |  |
|  |  |                |                |                |                |                |                |  |  | 式子内親王              | 式子内親王              | 式子内親王              | 式子内親王              | 式子内親王              | 式子内親王              |  |  | (82)後鳥羽天皇        | (82)後鳥羽天皇        | (82)後鳥羽天皇        | (82)後鳥羽天皇        | (82)後鳥羽天皇        | (82)後鳥羽天皇        |  |  | (83)土御門天皇 | (83)土御門天皇 | (83)土御門天皇 | (83)土御門天皇 | (83)土御門天皇 | (83)土御門天皇 |  |  | (88)後嵯峨天皇   | (88)後嵯峨天皇 | (88)後嵯峨天皇 | (88)後嵯峨天皇 | (88)後嵯峨天皇 | (88)後嵯峨天皇 |  |  |
|  |  |                |                |                |                |                |                |  |  | 覲子内親王 （宣陽門院） | 覲子内親王 （宣陽門院） | 覲子内親王 （宣陽門院） | 覲子内親王 （宣陽門院） | 覲子内親王 （宣陽門院） | 覲子内親王 （宣陽門院） |  |  |                       |                       |                       |                       |                       |                       |  |  | (84)順德天皇   | (84)順德天皇   | (84)順德天皇   | (84)順德天皇   | (84)順德天皇   | (84)順德天皇   |  |  | (85)仲恭天皇     | (85)仲恭天皇   | (85)仲恭天皇   | (85)仲恭天皇   | (85)仲恭天皇   | (85)仲恭天皇   |  |  |
|  |  |                |                |                |                |                |                |  |  | 覲子内親王 （宣陽門院） | 覲子内親王 （宣陽門院） | 覲子内親王 （宣陽門院） | 覲子内親王 （宣陽門院） | 覲子内親王 （宣陽門院） | 覲子内親王 （宣陽門院） |  |  |                       |                       |                       |                       |                       |                       |  |  | (84)順德天皇   | (84)順德天皇   | (84)順德天皇   | (84)順德天皇   | (84)順德天皇   | (84)順德天皇   |  |  | (85)仲恭天皇     | (85)仲恭天皇   | (85)仲恭天皇   | (85)仲恭天皇   | (85)仲恭天皇   | (85)仲恭天皇   |  |  |
|  |  |                |                |                |                |                |                |  |  |                         |                         |                         |                         |                         |                         |  |  |                       |                       |                       |                       |                       |                       |  |  |                |                |                |                |                |                |  |  | 忠成王（岩倉宮） |                |                |                |                |                |  |  |
|  |  |                |                |                |                |                |                |  |  |                         |                         |                         |                         |                         |                         |  |  |                       |                       |                       |                       |                       |                       |  |  |                |                |                |                |                |                |  |  |                  |                |                |                |                |                |  |  |

## 歌人和刀工
後鳥羽天皇擅長創作和歌，在日本中世是屈指可數的歌人。他曾創作有大量著名和歌，其在位和執政期間曾多次舉辦和歌歌會。
《小仓百人一首》录其歌曰：
人もをし、人も恨めし、あぢきなく世を思ふゆゑに、物思ふ身は。（人也可爱，人也可恨，为了思考这无聊的世界而思考着的我呀。）——后鸟羽院，小仓百人一首
此外他也喜歡打造武士刀，天皇自己打造的武士刀在刀身上都有十六瓣的菊紋。這就是日本天皇家家紋的由來。

## 家族
- 父：高倉天皇（1161-1181）
- 母：藤原殖子（1157-1228）：坊門信隆之女
- 中宮：九條任子（1173-1238，宜秋門院）：九條兼實之女
- 女院：
  - 源在子（1171-1258，承明門院）：能圓之女、源通親養女
  - 高倉重子（1182-1264，修明門院）：高倉範季之女
- 更衣：尾張局（?-1204）：顯清之女
- 典侍：少納言典侍

- 宮人：
  - 坊門局（西御方）：坊門信清之女
  - 兵衛督局（加賀内侍）：源信康之女
  - 大宮局（對御方）：藤原定能之女
  - 龜菊（伊賀局）：刑部丞某之女
  - 瀧（?-1265）
  - 石（丹波局）
  - 舞女姬法師

- 皇子：
  - 源在子：
    - 為仁親王（1195-1231，土御門天皇）：流放土佐國

  - 坊門局：
    - 長仁親王（1196-1249，道助入道親王）：仁和寺
    - 賴仁親王（1201-1264，冷泉宮）：流放備前國兒島

  - 高倉重子：
    - 守成親王（1197-1242，順德天皇）：流放佐渡國
    - 雅成親王（1200-1255，六條宮）：流放但馬國
    - 寛成親王（1204-1246，尊快入道親王）：天台座主

  - 瀧： 
    - 覺仁法親王（1198-1266，櫻井宮）：園城寺長吏、熊野三山檢校（日语：熊野三山検校）

  - 少納言典侍：
    - 道守（1198-?）：仁和寺

  - 尾張局：
    - 朝仁親王（1204-1250，道覺入道親王）：天台座主

  - 大宮局：
    - 尊圓法親王（1207-1231）：園城寺長吏
    - 行超：延曆寺

  - 舞女姬法師： 
    - 覺譽：禪林寺
    - 道緣：仁和寺
    - 道伊：園城寺

  - 生母不詳： 
    - 一條宮（1201-1213）

- 皇女：
  - 九條任子：
    - 昇子内親王（1195-1211，春華門院）：順德天皇准母

  - 兵衛督局：
    - 肅子內親王（1196-?，高辻齋宮）：伊勢齋宮

  - 坊門局：
    - 禮子內親王（1200-1273，嘉陽門院）：賀茂齋院

  - 石：
    - 熙子內親王（1205-?，深草齋宮）：伊勢齋宮

  - 生母不詳： 
    - 皇女（1202-1207）

注：法华系的一本书中记载镰仓时代中期的僧侣日莲是后鸟羽天皇的皇胤，但同时代的史料中无记载。

## 在位中使用的年号
- 寿永 1183年8月20日 - 1184年4月16日
- 元历 1184年4月16日 - 1185年8月14日
- 文治 1185年8月14日 - 1190年4月11日
- 建久 1190年4月11日 - 1198年1月11日

## 關連項目
- 新古今和歌集
- 小倉百人一首
- 承久記
- 水無瀨離宮
- 上道村
- 隱岐島
- 隱岐國
- 聖福寺
- 菊花紋章

| 前任： 安德天皇 | 日本天皇 | 繼任： 土御門天皇 |